# Alnus acuminata
Alnus acuminata — вид квіткових рослин з родини березових. Поширення: Аргентина, Болівія, Колумбія, Коста-Рика, Еквадор, Сальвадор, Гватемала, Гондурас, Мексика, Панама, Перу, Венесуела.

## Біоморфологічна характеристика

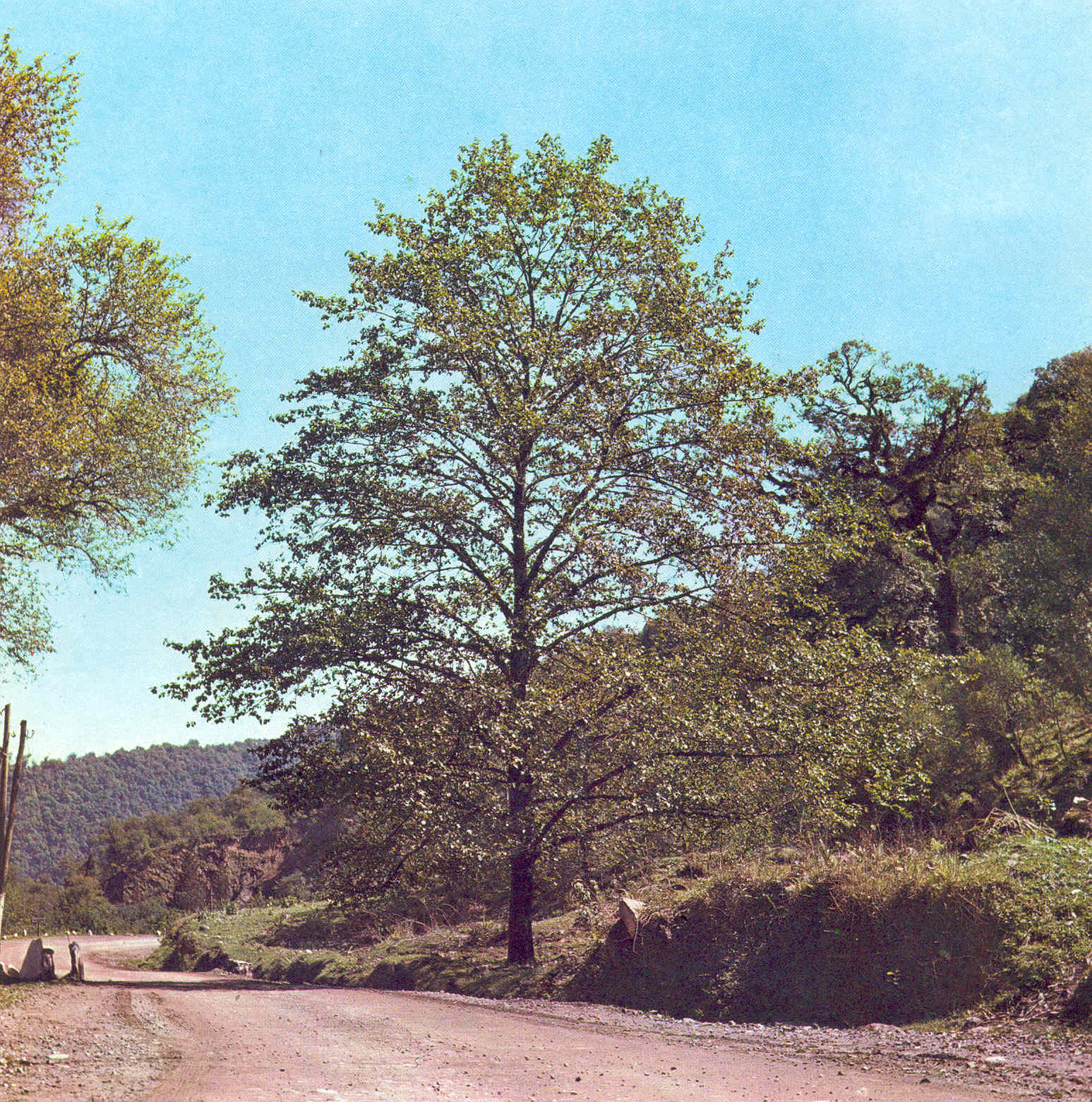

Цей вид зустрічається у вигляді невеликого або великого дерева, зазвичай 6–15 м, але іноді до 30 м, часто з кількома прямовисними стовбурами. Листя просте, овальне із зубчастими краями. Суцвіття — сережки, окремі чоловічі та жіночі квіти на одному дереві. Чоловічі — мають довжину до 12 см і висячі, тоді як менші жіночі — прямовисні й нагадують невелику шишку. Після запліднення вітром жіночі квіти розвиваються в розкривні, дерев'янисті коричневі плоди завдовжки 2 см. На кожному плоді є від 80 до 100 крилатих насінин, які вивільняються, коли дозрівають, залишаючи висохлу лушпиння плоду на дереві.

## Середовище
Зростає на висотах від 1000 до 3800 метрів. Це швидкорослий піонерний вид, який природним чином відновлюється на відкритих, порушених ділянках. Цей вид росте в широкому діапазоні клімату та типів ґрунтів, віддаючи перевагу глибоким, добре дренованим ґрунтам з високим вмістом органічних речовин. Вид зустрічається там, де середньорічна температура коливається від 4° до 27°C; проте він може витримувати короткочасне зниження температури нижче 0°C. Зазвичай він росте у вологому ґрунтовому середовищі, зазвичай вздовж берегів струмків, річок, ставків та боліт, де зазвичай утворює густі, чисті насадження. Цей вид часто зустрічається разом з видами Quercus, Pinus та Abies.

## Використання
Цей вид широко культивується на плантаціях по всьому його рідному ареалу завдяки широкому використанню. Матеріал горить рівномірно і традиційно використовувався для дров. Деревину також використовують у лісопильній справі, будівництві, столярних роботах, а також для виготовлення музичних інструментів, підборів для взуття, трун і тари. У Гватемалі цей матеріал також використовується для ремісничих цілей, включаючи ювелірні вироби. Його також використовують для виробництва товарів нижчої якості, таких як стовпи, жердини, ручки для мітел, предмети домашнього вжитку та фанера. Деревина також дуже добре підходить для сірників і підходить для виробництва целюлози. Цей вид фіксує азот, а листя використовується як органічний матеріал у сільському господарстві (як зелене добриво) та як кормовий матеріал. Листя має лікувальні властивості, включаючи лікування болю в суглобах і м'язах, ревматизму та шкірних захворювань. Кора багата на танін, який можна видобувати для дублення шкіри. Він має агролісівничий потенціал.